# Garamszentmiklós
Garamszentmiklós (szlovákul: Dubová) Garamnémetfalva településrésze, korábban önálló falu Szlovákiában, a Besztercebányai kerületben, a Breznóbányai járásban.

## Fekvése
Breznóbányától 19 km-re nyugatra található. Garamnémetfalvának a Garam bal partján fekvő keleti részét alkotja.
é. sz. 48° 48′ 54″, k. h. 19° 25′ 38″48.815000°N 19.427222°E

## Története
A település a 13. században keletkezett a zólyomlipcsei váruradalom területén, melynek egykor majorja volt itt. 1332-ben a pápai tizedjegyzékben említik először. Ekkor már állt a falu régi temploma, melyet Szent Miklós püspök tiszteletére szenteltek. A falu nevét templomának védőszentjéről kapta. Lakói 1550 körük reformátusok lettek, katolikus plébániáját csak 1673-ban alapították újra. Lakói a 18. századtól háziiparral és csipkeveréssel is foglalkoztak.
A 18. század végén Vályi András így ír róla: „DUBOVO. Tót falu Zólyom Vármegyében, földes Ura a’ Bányászi Királyi Kamara, lakosai katolikusok, fekszik Garam vize mellett, Baczurnak szomszédságában, ’s ennek filiája, fogyatkozása ugyan, hogy földgyének két harmadrésze soványas, határja hegyes, és kősziklás, melly miatt nehezebben miveltetik, de mivel Selmetzen olly keresettye van, mint más helyeknek, legelője is elegendő, földgyének egy harmad része pedig termékeny, és könnyebben miveltetik, ’s trágyáztatik, fája tűzre, és épűletre van, vagyonnyait jól eladhattya Selmeczen, és közel, szekerezéssel is kereshet, első Osztálybéli.”
1828-ban 49 házában 358 lakosa élt, akik főként mezőgazdasággal és állattartással foglalkoztak.
Fényes Elek 1851-ben kiadott geográfiai szótárában így ír a faluról: „Dubova, tót falu, Zólyom vgyében, a Garan völgyében, ut. p. Beszerczebánya. Határa az irtványokon kivül 847 hold, mellyből 184 h. szántóföld, 56 hold rét, 607 hold erdő. Urbériség 8 telek; majorság nincsen. Sovány földjében legsikeresebben zab és árpa terem; rozs kevés. A juhtenyésztés és szarvasmarha-tartás jó karban áll. Lakja 370 katholikus, paroch. templommal. Van egy Bisztró nevü patakja. Birtokosa a királyi kamara.”
A trianoni diktátumig Zólyom vármegye Breznóbányai járásához tartozott.
Az 1940-es években olajfinomító kezdte meg működését itt, melyet az angolszász légierő 1944. augusztus 20-án lebombázott. A háború után az üzemet újjáépítették. A falut 1960-ban csatolták Garamnémetfalvához.

## Népessége
1910-ben 447, túlnyomórészt szlovák lakosa volt.

## Nevezetességei
- Szent Miklós tiszteletére szentelt római katolikus temploma 1812-ben épült.

## Külső hivatkozások
- Garamszentmiklós Szlovákia térképén

## Lásd még
- Garamnémetfalva
- Garamhídvég